# Обсічки
Обсі́чки (рос. Обсечки) — присілок у складі Котельницького району Кіровської області, Росія. Входить до складу Александровського сільського поселення.
Населення становить 1 особа (2010, 3 у 2002).
Національний склад станом на 2002 рік — росіяни 100 %.